# Renate Stecher

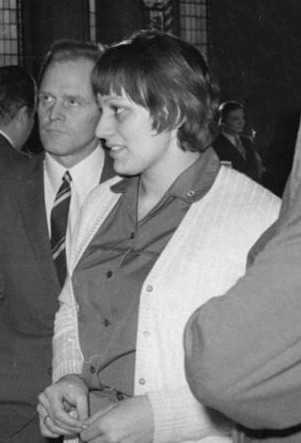
Renate Stecher (1973)

Renate Stecher, geborene Renate Meißner (* 12. Mai 1950 in Süptitz), ist eine ehemalige Leichtathletin. Sie wurde 1972 Olympiasiegerin im 100- und 200-Meter-Lauf und 1976 in der 4-mal-100-Meter-Staffel.

## Sportlaufbahn
Renate Stecher begann mit dem aktiven Sport bei Chemie Torgau. Anschließend ging sie nach Jena und startete für den SC Motor Jena. Trainiert wurde sie bei Horst-Dieter Hille. In ihrer aktiven Zeit war sie 1,70 m groß und wog 70 kg.
In den 1970er Jahren gehört sie zu den weltbesten Sprinterinnen. Sie wurde dreifache Olympiasiegerin und fünffache Europameisterin und war die erste Frau, die die 100 Meter unter 11 Sekunden (handgestoppt) lief; sie schaffte die Strecke am 7. Juni 1973 in Ostrava in 10,9 s. Von 1970 bis 1976 lief sie insgesamt 17 Weltrekorde.
Bei der Schlussfeier der Olympischen Sommerspiele 1972 in München war sie Fahnenträgerin der Mannschaft der DDR.
2011 wurde Renate Stecher in die Hall of Fame des deutschen Sports aufgenommen. Dies führte, aufgrund ihrer Beteiligung am Staatsdoping in der DDR, zu einer öffentlichen Debatte.

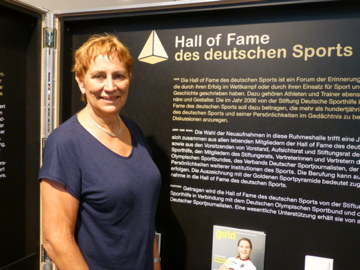
Renate Stecher 2017 als Gast zur Hall-of-Fame-Ausstellung in Leipzig

## Erfolge
- 1969: Europameisterschaften in Athen
  - Gold mit der 4-mal-100-Meter-Staffel
  - Silber über 200 Meter
- 1971: Europameisterschaften in Helsinki
  - Gold über 100 Meter
  - Gold über 200 Meter
  - Silber mit der 4-mal-100-Meter-Staffel
- 1972: Olympische Spiele in München
  - Gold über 100 Meter (Weltrekord)
  - Gold über 200 Meter
  - Silber mit der 4-mal-100-Meter-Staffel
- 1974: Europameisterschaften in Rom
  - Gold mit der 4-mal-100-Meter-Staffel
  - Silber über 100 Meter
  - Silber über 200 Meter
- 1976: Olympische Spiele in Montréal
  - Gold mit der 4-mal-100-Meter-Staffel
  - Silber über 100 Meter
  - Bronze über 200 Meter

Andere Erfolge
- Halleneuropameisterin: 1970, 1971, 1972 und 1974
- Europa-Cup Siegerin
  - 100 Meter: 1973 und 1975
  - 200 Meter: 1970, 1973 und 1975
  - Staffel: 1973 und 1975
- vielfache DDR-Meisterin, unter anderem 1970, 1971 und 1973 bis 1975 über 100 Meter sowie 1970, 1971, 1973 und 1974 über 200 Meter

## Privates
Renate Stecher war bis zu seinem Tod mit dem Hürdenläufer Gerd Stecher verheiratet und hat drei Töchter; Tochter Anja (* 1979) wurde 1996 dreifache Thüringer Landesmeisterin. Renate Stecher studierte nach Beendigung ihrer Karriere Sportwissenschaften in Jena und arbeitete anschließend als Sportlehrerin im Hochschuldienst. Diese Stelle wurde nach der Wende 1990 aufgelöst. Renate Stecher arbeitete danach als Angestellte im Studentenwerk sowie für die Anti-Doping-Kommission des DLV.

## Bestleistungen
- 100 Meter: 11,07 s 1972 in München und 1973 in Dresden[3]
- 200 Meter: 22,40 s 1972 in München und 22,1 s 1973 in Dresden[4]

## Auszeichnungen
- 1970 – Vaterländischer Verdienstorden in Bronze
- 1971 und 1974 – Vaterländischer Verdienstorden in Silber
- 1972 und 1976 – Vaterländischer Verdienstorden in Gold[5]